# Station Maghull
Maghull is een spoorwegstation van National Rail in Maghull, Sefton in Engeland. Het station is eigendom van Network Rail en wordt beheerd door Merseyrail. 

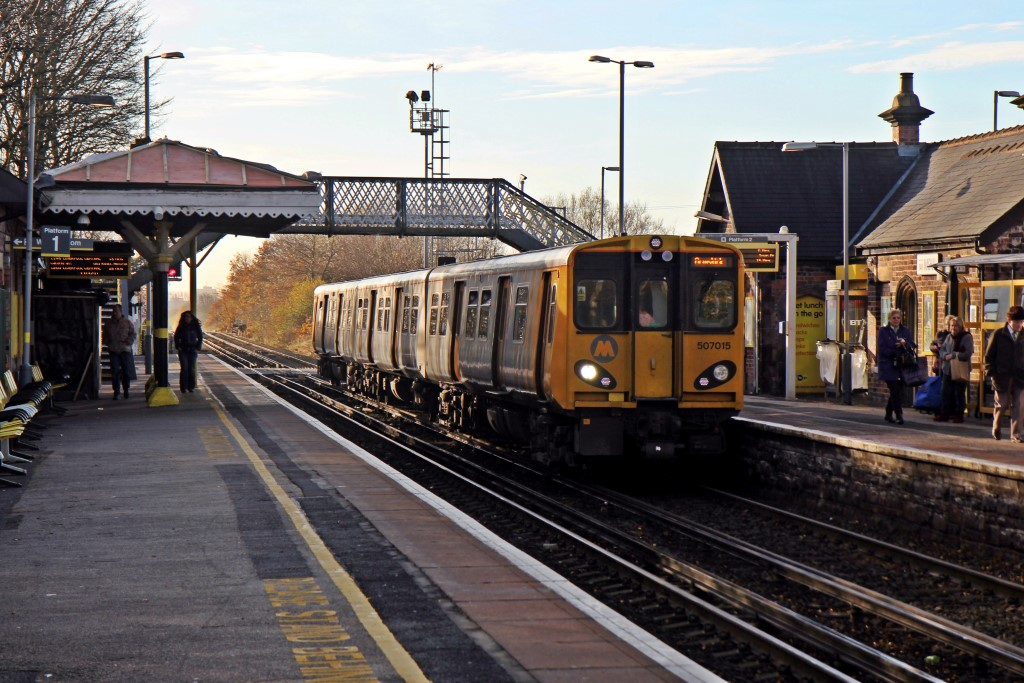
Trein van Merseyrail